# Branche 215
La Branche 215, ou Brigade des raids, surnommée en Syrie « branche de la mort »,,,, est un centre de détention et de torture qui dépend des services de renseignements militaires syriens, située  dans le quartier de Kafr Sousseh à Damas. La prison est connue pour ses témoignages d'anciens détenus, rescapés, qui évoquent leurs conditions de détention atroces, un recours à la torture systématique et généralisé, les viols et violences sexuelles faisant partie des actes de torture, ainsi qu'un nombre important de décès survenus en détention, dont 3 532 cas identifiés sur les clichés du photographe légiste César,. Pendant le début de la guerre civile syrienne, la prison enferme environ 1 800 détenus, dont des prisonniers politiques, qui arrivent d'autres centres de détention en Syrie.
Tous les prisonniers sont libérés le 8 décembre 2024 lors de la prise de la prison par les rebelles après leur entrée dans Damas.

## Histoire et organisation
L'immeuble, situé rue du 6 mai (rue « Al Tawjih Al Siyasi »), au centre ville de la capitale, derrière l'hôtel Carlton, il comporte sept ou huit étages et des sous-sols, c'est un ancien bâtiment d'une société d'électricité.

« La rue du 6 mai compte de nombreuses branches des renseignements, en particulier celles du renseignement militaire. Si vous entrez dans la rue du côté du ministère de l'Enseignement supérieur, vous trouverez tout d'abord à droite la «Branche locale 227», puis l'«Administration politique», puis l'administration de la «Branche 217», une filiale du renseignement militaire. Après cela, il y a l'«Administration des enregistrements militaires» et la «Branche informatique» puis la Branche 248 qui est, elle aussi, une filiale du renseignement militaire. Près de cette branche, il y a la «branche 215», ou Raid Brigade; située exactement face à Al Fajer Electricity Company (appartenant à Makhlof Family, les oncles du président). Cette branche se compose de 7 étages; les sixième et septième étages sont utilisés pour les interrogatoires, ce qui signifie pratiquement torturer et tuer. La branche contient également un centre de détention dans les sous-sols et une section «Lutte contre le terrorisme». »

La branche est dirigée par le général de brigade Hassan Daboul. Au début de la révolution, cette branche était chargée de réprimer les manifestations, notamment à Daraa. Jusqu'au milieu de 2012, il était responsable des descentes dans les maisons, surtout à l'aube. À ce moment-là, 201 agents ont été transférés à la brigade du maintien de l'ordre à Harasta en raison de « problèmes de confiance ». La branche 215 est ensuite dirigée par le brigadier général Sha'afiq Masa (ou Shafiq Massa),, et Ahmed al-Ali est le directeur du quartier des femmes de la branche 215. Selon l'association syrienne Pro-Justice, ces trois dirigeants sont responsables d'actes de torture, et la Branche 215 est l'une des 20 branches des renseignements militaires en Syrie où des crimes contre l'humanité ont été commis.
Sha’afiq Masa est placé sous sanctions européennes pour la torture d'opposants détenus et pour la répression contre des civils.
En 2017, des plaintes sont déposées en Allemagne par des survivants de la torture contre les responsables de trois centres de détention : la branche 215, la branche 227 et la branche 235,.
Les agents de sécurité sont assez peu nombreux dans le sous-sol de la prison même, à l'exception d'un petit bureau d'officier. Il y a six toilettes pour 1 800 détenus, qui doivent parfois attendre deux à trois jours pour s'y rendre. Toutes les tâches dans les cellules sont confiées aux « shawishia » (sergent, en arabe), des détenus de droit commun incarcérés depuis plusieurs années, et aux travailleurs forcés « soukhra » (détenus depuis plus d'un an) qui sont responsables de l'hygiène, de la distribution de nourriture, et de remonter les cadavres des détenus morts, généralement sous la torture, six étages plus haut,.

« L'un des «Shawishia», originaire de Daraa, avec quelques autres détenus, était responsable du déplacement des cadavres et des détenus malades. Il m'a dit qu'il croyait que le nombre de ceux qui avaient été tués sous la torture ou à cause de maladies était supérieur à 3 000 et que tous leurs noms étaient documentés dans le bureau du responsable de la prison. Au début, je ne croyais pas ce nombre, alors je lui ai demandé encore et encore et il a répété la même réponse. »

Les détenus viennent d'autres centres de détention à travers tout le pays. L'âge moyen des détenus en 2012 et 2013 est de 20 à 30 ans, beaucoup sont étudiants. La prison abrite des détenus politiques, dont le défenseur des droits humains Mazen Darwish,. Les prisonniers sont généralement victimes de disparitions forcées et les informations parviennent aux familles via d'anciens détenus, les autorités niant leur détention ou donnant des informations contradictoires.

## Conditions de détention
Les détenus sont entassés dans des cellules, entre 50 et 70 détenus dans une cellule de 3,5 par 4 mètres. Il peut y avoir plus de 115 hommes dans une seule cellule, tandis que les femmes sont beaucoup moins nombreuses, 20 à 25 selon une ancienne détenue. Les derniers détenus arrivés doivent dormir en position assise ou accroupie. Les prisonniers manquent d'eau, de nourriture et de soin, d'accès à l'hygiène. Ils sont déshabillés à leur arrivée, puis régulièrement battus et torturés.

« Quand ils ont ouvert la porte, j'ai été surpris par l' apparence des détenus à l'intérieur, alors qu'ils attendaient pour aller aux toilettes, d'autres étaient laissés dans le couloir. Ils ne ressemblaient pas à des humains, mais à des squelettes qui marchent. Des ulcérations partout sur leur corps. Ceux qui avaient été jetés à terre nageaient dans une mare de sang et de pus qui suintait de leur corps en raison du manque de désinfectant et des conditions d'hygiène. »

La nourriture avariée, les conditions d'hygiène et le manque de soin et de médicaments entraînent des épidémies de dysenteries qui tuent de nombreux détenus.

« J'ai rencontré un ancien détenu de la branche 215 de la brigade de raid, en particulier dans la grande salle qui contenait 1200 détenus : son nom est Abu Abdo (45 ans, de Homs, électricien). Quand je lui ai demandé "la salle a-t-elle encore ce grand nombre de détenus ?", il a dit "non, la dysenterie a "envahi" la section et tué environ 600 détenus en avril dernier ; ils mouraient en nombre à cause de la dysenterie. Six détenus utilisaient les toilettes en même temps". Il a lui-même aidé les gardes pour enlever les corps des détenus morts. »

« il y avait une fille de 20 ans avec moi qui souffrait de crises d'épilepsie, et chaque fois qu'elle avait une crise, le gardien entrait et la battait avec des câbles et des baguettes jusqu'à ce qu'elle s'évanouisse parce que il pensait qu'elle faisait semblant. Ils ne l'ont pas laissée sortir jusqu'à ce qu'ils trouvent un papier dans son sac avec des rendez-vous pour voir son neurologue. »

## Violence sexuelle
Les femmes, les hommes, et les mineurs détenus dans la branche sont victimes d'humiliation, de fouilles corporelles douloureuses et parfois de violences sexuelles pouvant entraîner la mort. La pratique du viol est courante,,.

« Dès mon arrivée, et malgré mon âge, j'ai été mise à nu, et j'ai dû subir ainsi, sans vêtements, des jours et des jours d'interrogatoire. J'ai été profondément humiliée. Battue avec toutes sortes d'instruments. Soumise aux chocs d'une matraque électrique qu'on me passait sur tout le corps. »

Les viols se pratiquent régulièrement devant d'autres détenus, afin de les terroriser ou de faire avouer des crimes qu'ils n'ont pas commis. Il arrive que des détenus soient forcés à commettre des viols sur des codétenus,.

« Un jeune soldat m'a enfoncé les doigts dans le sexe. J'ai hurlé : "Je pourrais être ta mère !" Mais le viol était partout. Dans les actes, dans les menaces, dans les discours. C'était le maître mot. Viol. Pour me faire craquer, les gardes me faisaient entrer dans les salles de torture où des hommes nus se faisaient violer et ils me criaient : "Regarde bien ! C'est ce qui arrivera à tes fils et tes filles si tu continues à comploter contre le régime. On vous violera tous !" Ils savent bien que dans nos sociétés, le viol est pire que la mort. »

— Hasna al-Hariri

## Torture
La torture est systématique et quotidienne, les décès sous la torture fréquents. En 2015, la commission internationale d’enquête sur les droits de l’homme en Syrie établie par le conseil des droits de l’homme des Nations unies établit que le recours à la torture était généralisé et systématique dans les locaux de différentes sections, dont la branche 215, et que « le gouvernement portait la responsabilité de la mort d’un nombre colossal de détenus »,,,,,.

« Ce que j'ai vu alors dans les couloirs du sous-sol, avant même d'entrer dans ma cellule, ressemblait à une vue de l'enfer. Le sol ruisselait de sang, il y avait des cadavres dans les coins, et j'ai assisté à des scènes de torture inconcevables, sous les hurlements, les menaces, les injures : des jeunes hommes nus frappés avec des bâtons ou des câbles tressés leur arrachant la chair, suspendus par les bras à des chaînes accrochées au plafond, crucifiés, coincés dans des pneus, empalés sur des pieux. J'ai vu découper des membres à la tronçonneuse sur des êtres vivants, pour effrayer les autres et les faire avouer des choses qu'ils n'avaient pas faites. Des cris résonnaient dans toute la prison. Il y avait alors peu de femmes. »

« C'était une vision incroyable - des gens à peine vivants gisaient dans le couloir. Zébrures bleues, rouges et jaunes sur leur corps. Ils étaient affamés, ils avaient perdu leurs dents, vous voyiez juste du noir dans la bouche. Il y avait du sang sec sur le sol, dans leurs cheveux. Les gens avaient des blessures qui n'étaient pas soignées, les asticots mangeaient leur chair. »

— Omar Alshogre 
La torture psychologique est également évoquée par d'anciens détenus, forcés d'assister à des séances de torture.

« Ils m'ont torturé en utilisant d'autres personnes : j'ai été forcé de regarder d'autres personnes se faire frapper avec des chaînes avec des crochets au bout. C'était une torture psychologique. »

## Décès de détenus
L'accès à des soins est régulièrement refusé, les détenus se voyant répondre par les gardes de rappeler quand le malade serait mort,,. D'anciens détenus estiment le nombre de décès à plusieurs milliers. L'information est compliquée, voire impossible à obtenir pour les proches, y compris les dates et circonstances du décès, et les corps ne sont pas rendus aux familles,.
En septembre 2013, le Centre de documentation des violations rédige un rapport sur la branche 215, basé sur de nombreux témoignages d'anciens détenus, sur le témoignage d'un des officiers ayant fait défection et un médecin spécialiste, pour vérifier le nombre alarmant, de centaines ou de milliers de cas de décès survenus dans la branche.
La commission des Nations unies sur les Droits Humains estime que la Branche 215 est parmi les plus mortifères de Syrie
Plus de la moitié des détenus morts en détention qui figurent parmi les photographies du Rapport césar proviennent de cette branche : 3 532 corps de détenus, décédés dans la branche 215, ont été photographiés par l'équipe de photographes légistes dont César a exfiltré les clichés,.

## Anciens détenus notables
- Bassel Khartabil, informaticien et militant, exécuté
- Mazen Darwish, avocat, réfugié en Allemagne
- Omar Alshogre, étudiant, réfugié en Suède
- Amina Khoulani, militante pacifiste, réfugiée au Royaume-Uni
- Rehab Allawi, étudiante, morte sous la torture
- Hasna al-Hariri, réfugiée en Jordanie

#### Autres prisons syriennes notables
- Prison d'Adra
- Prison de Palmyre
- Prison de Mezzeh
- Aéroport militaire de Mezzeh
- Prison de Saidnaya
- Branche Palestine
- Branche 251, dite branche al-Khatib

#### Services de renseignement syriens
Services de renseignement syriens
- Idarat al-Amn al-Amm, Direction générale de la Sécurité
- Idarat al-Amn al-Siyasi, Direction de la sécurité politique
- Shu'bat al-Mukhabarat al-'Askariyya, Direction de l'Intelligence militaire
- Service de renseignement de l'armée de l'air